# IHL 1949/50
Die Saison 1949/50 war die fünfte reguläre Saison der International Hockey League. Während der regulären Saison bestritten die fünf Teams jeweils 40 Spiele. In den Play-offs setzten sich die Chatham Maroons durch und gewannen den ersten Turner Cup in ihrer Vereinsgeschichte.

## Teamänderungen
Folgende Änderungen wurden vor Beginn der Saison vorgenommen:
- Die Akron Americans stellten den Spielbetrieb ein.
- Die Detroit Bright’s Goodyears stellten den Spielbetrieb ein.
- Die Detroit Jerry Lynch stellten den Spielbetrieb ein.
- Die Louisville Blades wechselten in die United States Hockey League.
- Die Milwaukee Clarks wechselten in die Eastern Amateur Hockey League.
- Die Muncie Flyers stellten den Spielbetrieb ein.
- Die Toledo Mercurys wechselten in die Eastern Amateur Hockey League.
- Die Windsor Hettche Spitfires wurden nach Detroit, Michigan, umgesiedelt und spielten fortan unter dem Namen Detroit Hettche.
- Die Chatham Maroons wurden als Expansionsteam in die Liga aufgenommen.
- Die Sarnia Sailors wurden als Expansionsteam in die Liga aufgenommen.

## Reguläre Saison

### Abschlusstabelle
Abkürzungen: GP = Spiele, W = Siege, L = Niederlagen, T = Unentschieden, OTL = Niederlage nach Overtime, GF = Erzielte Tore, GA = Gegentore, Pts = Punkte
|                    | GP | W  | L  | T | GF  | GA  | Pts |
| ------------------ | -- | -- | -- | - | --- | --- | --- |
| Sarnia Sailors     | 40 | 26 | 11 | 3 | 219 | 136 | 55  |
| Detroit Auto Club  | 40 | 19 | 14 | 7 | 170 | 139 | 45  |
| Chatham Maroons    | 40 | 19 | 18 | 3 | 152 | 148 | 41  |
| Detroit Hettche    | 40 | 15 | 21 | 4 | 157 | 191 | 34  |
| Windsor Ryancretes | 40 | 10 | 25 | 5 | 152 | 236 | 25  |

## Turner-Cup-Playoffs
|  | Turner-Cup-Halbfinale | Turner-Cup-Halbfinale | Turner-Cup-Halbfinale |  |  | Turner-Cup-Finale | Turner-Cup-Finale | Turner-Cup-Finale |
|  |                       |                       |                       |  |  |                   |                   |                   |
|  |                       |                       |                       |  |  |                   |                   |                   |
|  | 1                     | Sarnia Sailors        | 3                     |  |  |                   |                   |                   |
|  | 4                     | Detroit Hettche       | 0                     |  |  |                   |                   |                   |
|  |                       |                       |                       |  |  | 1                 | Sarnia Sailors    | 3                 |
|  |                       |                       |                       |  |  | 3                 | Chatham Maroons   | 4                 |
|  | 2                     | Detroit Auto Club     | 1                     |  |  |                   |                   |                   |
|  | 3                     | Chatham Maroons       | 3                     |  |  |                   |                   |                   |
|  |                       |                       |                       |  |  |                   |                   |                   |

## Vergebene Trophäen

### Mannschaftstrophäen
| Auszeichnung                                          | Team            |
| ----------------------------------------------------- | --------------- |
| Turner Cup Gewinner der IHL-Playoffs                  | Chatham Maroons |
| J. P. McGuire Trophy Bestes Team der regulären Saison | Sarnia Sailors  |

### Individuelle Trophäen
| Auszeichnung                                             | Spieler       | Team           |
| -------------------------------------------------------- | ------------- | -------------- |
| James Gatschene Memorial Trophy MVP der regulären Saison | Dick Kowcinak | Sarnia Sailors |
| George H. Wilkinson Trophy Bester Scorer                 | Dick Kowcinak | Sarnia Sailors |